# Palaminy
Palaminy (em occitano:  Palamenic) é uma comuna francesa na região administrativa da Occitânia, no departamento do Alto Garona. Estende-se por uma área de 11.13 km², com 808 habitantes, segundo o censo de 2018, com uma densidade de 73 hab/km².